# Psychoda adumbrata
Psychoda adumbrata är en tvåvingeart som beskrevs av Satchell 1953. Psychoda adumbrata ingår i släktet Psychoda och familjen fjärilsmyggor. Inga underarter finns listade i Catalogue of Life.